# Atiu
Atiu (tradycyjna nazwa Enuamanu) – wyspa wchodząca w skład Południowych Wysp Cooka, należąca administracyjnie do terytorium zależnego Nowej Zelandii – Wyspy Cooka. Wyspa stanowi jednocześnie jednostkę administracyjną o takiej samej nazwie.
Wyspa ma powierzchnię 26,9 km², a zamieszkana jest przez 434 mieszkańców (dane na 2016). Wyspa jest wyniesionym atolem – dawną rafę stanowi ciągnący się wzdłuż wybrzeża wał o wysokości ok. 20 m, za którym znajduje się podmokła niecka (dawna laguna); wewnątrz niej znajdują się wzgórza, których wysokość wynosi do 70 m (jest to dawny rdzeń wulkanu, wokół którego narósł atol). W północnej części wyspy znajduje się lotnisko.
Wyspa została podzielona administracyjnie na 5 wsi: Teenui, Mapumai, Ngatiaruę, Areorę i Tengatangi. Wszystkie wioski sąsiadują ze sobą w centralnej części wyspy.
Wyspa została odkryta w 1777 przez Jamesa Cooka, a od 1888 wraz z innymi wyspami archipelagu stanowi protektorat brytyjski, zwany od 1891 Cook Islands Federation. W 1901 atol wraz z całymi Wyspami Cooka został przekazany Nowej Zelandii.

## Demografia
Liczba ludności zamieszkującej wyspę Atiu:
| 1971 | 1976 | 1981 | 1986 | 1996 | 2001 | 2006 | 2011 | 2016 |
| ---- | ---- | ---- | ---- | ---- | ---- | ---- | ---- | ---- |
| 1455 | 1312 | 1225 | 957  | 956  | 623  | 570  | 480  | 434  |

Od połowy XX wieku, pomimo wysokiego przyrostu naturalnego, liczba ludności wyspy spada. Głównym powodem takiego stanu rzeczy jest emigracja zarobkowa na największą i najludniejszą spośród Wysp Cooka Rarotongę oraz do Nowej Zelandii.